# Hélène Pelletier
Ne pas confondre avec Marie-Ève Pelletier, également joueuse de tennis.
Pour les articles homonymes, voir Pelletier.
Hélène Pelletier (née le 2 janvier 1959 à Charlesbourg, Québec) est une joueuse de tennis canadienne, professionnelle dans les années 1980. 
En janvier 1985, associée à Jill Hetherington, elle a battu la paire Navrátilová-Fernández au premier tour du tournoi de Floride.
Championne du Canada à dix reprises, elle a gagné un titre WTA en double pendant sa carrière, toujours avec Jill Hetherington.
Depuis plusieurs années, elle est analyste lors de diffusions de partie de tennis sur RDS, une chaîne sportive québécoise privée.

## Palmarès

### Titre en simple dames
Aucun

### Finale en simple dames
Aucune

### Titre en double dames
| No | Date       | Nom et lieu du tournoi               | Catégorie | Dotation | Surface    | Partenaire        | Finalistes                | Score         |          |
| -- | ---------- | ------------------------------------ | --------- | -------- | ---------- | ----------------- | ------------------------- | ------------- | -------- |
| 1  | 09-07-1984 | Santista Textile Open Rio de Janeiro |           | 50 000 $ | Dur (ext.) | Jill Hetherington | Penny Barg Kylie Copeland | 6-3, 2-6, 7-6 | Parcours |

### Finale en double dames
Aucune

## Parcours en Grand Chelem

### En simple dames
| Année | Open d'Australie (janvier) | Open d'Australie (janvier) | Internationaux de France | Internationaux de France | Wimbledon       | Wimbledon     | US Open | US Open | Open d'Australie (décembre) | Open d'Australie (décembre) |
| 1984  | n/a                        | n/a                        | -                        | -                        | 1er tour (1/64) | Bettina Bunge | -       | -       | -                           | -                           |

À droite du résultat, l’ultime adversaire.

### En double dames
| Année | Open d'Australie (janvier) | Open d'Australie (janvier) | Internationaux de France   | Internationaux de France  | Wimbledon                    | Wimbledon            | US Open                     | US Open                 | Open d'Australie (décembre) | Open d'Australie (décembre) |
| ----- | -------------------------- | -------------------------- | -------------------------- | ------------------------- | ---------------------------- | -------------------- | --------------------------- | ----------------------- | --------------------------- | --------------------------- |
| 1984  | n/a                        | n/a                        | 3e tour (1/8) Hetherington | Mima Jaušovec B. Nagelsen | -                            | -                    | -                           | -                       | 1er tour (1/16) Wendy White | J. Mundel Y. Vermaak        |
| 1985  | n/a                        | n/a                        | 1er tour (1/32) Sara Gomer | E. Eliseenko L. Savchenko | 1er tour (1/32) I. Kuczyńska | Jo Durie Chris Evert | 1er tour (1/32) J. Goodling | Rosie Casals Anne Smith | -                           | -                           |

Sous le résultat, la partenaire ; à droite, l’ultime équipe adverse.

### En double mixte
N'a jamais participé à un tableau final.

## Parcours en Coupe de la Fédération
| #                                                                   | Date       | Lieu        | Surface      | Gagnante(s)                         | Perdante(s)                        | Score         |          |
|                                                                     |            |             |              |                                     |                                    |               |          |
| 1981 - 1er tour (groupe mondial) - Canada - France - 0 : 3          |            |             |              |                                     |                                    |               |          |
| 1                                                                   | 09/11/1981 | Tokyo       | Terre (ext.) | Sophie Amiach Corinne Vanier        | Karen Dewis Hélène Pelletier       | 7-6, 6-4      | Parcours |
|                                                                     |            |             |              |                                     |                                    |               |          |
| 1982 - 1er tour (groupe mondial) - Tchécoslovaquie - Canada - 2 : 1 |            |             |              |                                     |                                    |               |          |
| 2                                                                   | 19/07/1982 | Santa Clara | Dur (ext.)   | Marjorie Blackwood Hélène Pelletier | Iva Budařová Helena Suková         | 6-3, 7-6      | Parcours |
|                                                                     |            |             |              |                                     |                                    |               |          |
| 1984 - 1er tour (groupe mondial) - Canada - Italie - 1 : 2          |            |             |              |                                     |                                    |               |          |
| 3                                                                   | 16/07/1984 | São Paulo   | Terre (ext.) | Jill Hetherington Hélène Pelletier  | Raffaella Reggi Sabina Simmonds    | 7-6, 6-3      | Parcours |
|                                                                     |            |             |              |                                     |                                    |               |          |
| 1985 - 1er tour (groupe mondial) - Canada - Suède - 2 : 1           |            |             |              |                                     |                                    |               |          |
| 4                                                                   | 08/10/1985 | Nagoya      | Dur (ext.)   | Catarina Lindqvist Maria Lindström  | Carling Bassett Hélène Pelletier   | 4-6, 6-3, 6-4 | Parcours |
|                                                                     |            |             |              |                                     |                                    |               |          |
| 1985 - 2e tour (groupe mondial) - Hongrie - Canada - 2 : 1          |            |             |              |                                     |                                    |               |          |
| 5                                                                   | 08/10/1985 | Nagoya      | Dur (ext.)   | Csilla Bartos Andrea Temesvári      | Jill Hetherington Hélène Pelletier | 7-5, 6-3      | Parcours |